# JR貨物20E形コンテナ

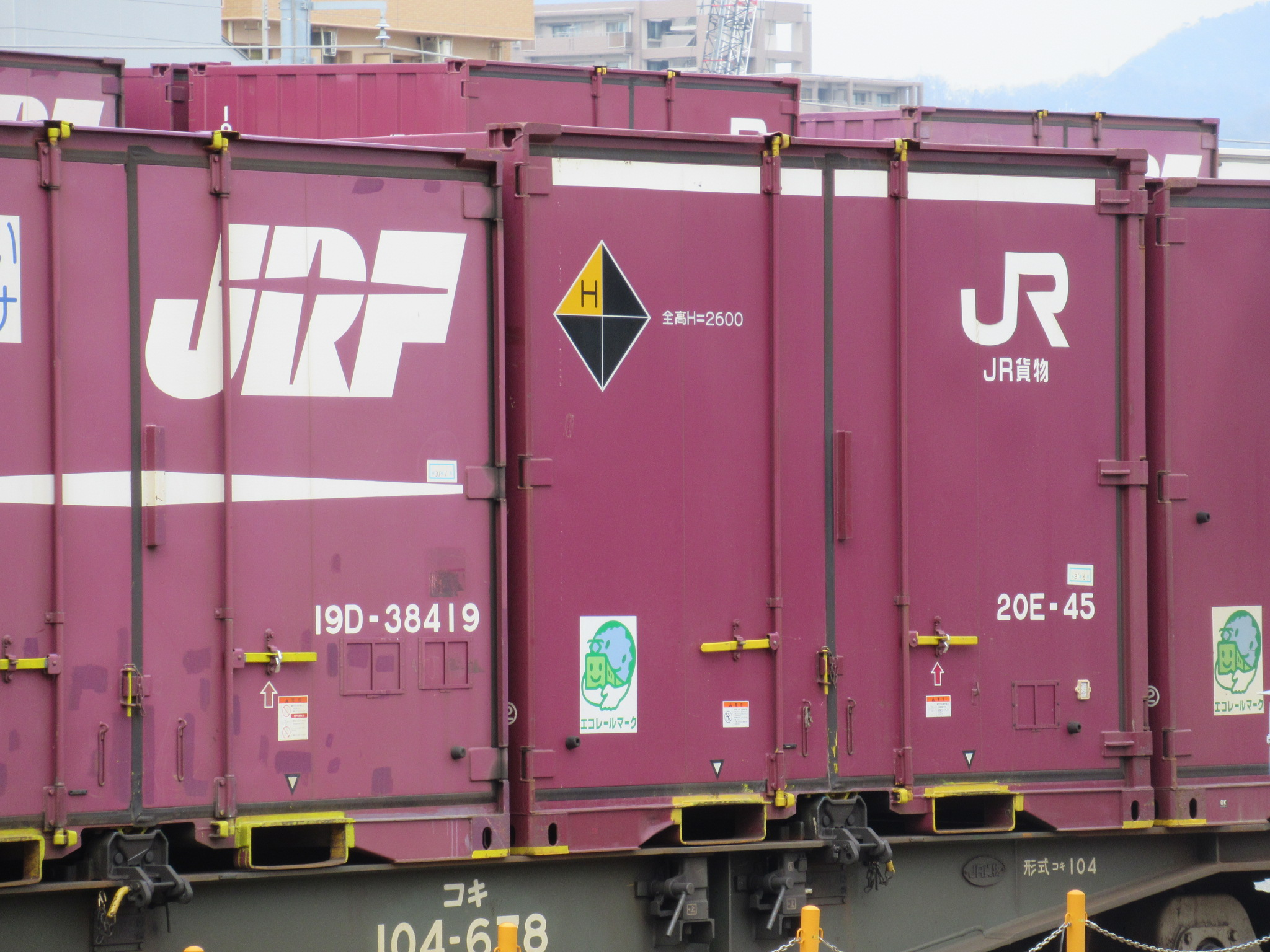
総合車両製の20E-45

JR貨物20E形コンテナ（JRかもつ20Eがたコンテナ）は、日本貨物鉄道（JR貨物）が2014年（平成26年）度より19F形や19G形、20B形などの置き換え用として製作・運用している12 ft有蓋コンテナである。

## 概要
内法寸法が長さ3,594 mm、幅2,323 mm、高さ2,339 mmであり、妻面入口が幅2,258 mm、高さ2,307 mmだが側面入口が幅3,532 mm、高さ2,287 mmのコンテナである。簡易隅金具、荷崩れ防止金具（8個）、ラッシリング（8個）を備え19G形より内法高さを100 mm高くしてかさ高品に対応している。
2014年（平成26年）12月に、総合車両製作所和歌山事業所にて50個が製造された。その後、2016年（平成28年）1月に、CIMCにて100個が製造された。なおCIMC製の51 - 99は、20E-と番号を一つ開けている（例:20E- 51）。背高コンテナの汎用化に際しては、19G形の後継となる20G形に移行したため、本形式が本格的に量産されることはなかった。

## 現状
2024年（令和6年）12月5日現在、149個が使用されている。